# Novosadecké vojvodství
Novosadecké vojvodství (polsky Województwo nowosądeckie) bylo jedním z vojvodství v Polsku v letech 1975–1998. Jeho hlavním městem byl Nowy Sącz (česky Nový Sadec). Nacházelo se na jihu Polska, u hranice s Československem a později se samostatným Slovenskem. V rámci Polska hraničilo na severozápadě s Bílským vojvodstvím, na severu s Krakovským vojvodstvím a Tarnówským vojvodstvím a na východě s Krosnovským vojvodstvím.
Rozloha vojvodství byla 5576 čtverečních kilometrů a k roku 1998 v něm žilo přes 747 tisíc osob.
Po jeho zrušení bylo jeho území celé začleněno do Malopolského vojvodství.